# اچ‌ام‌اس رابرتس (۱۹۱۵)

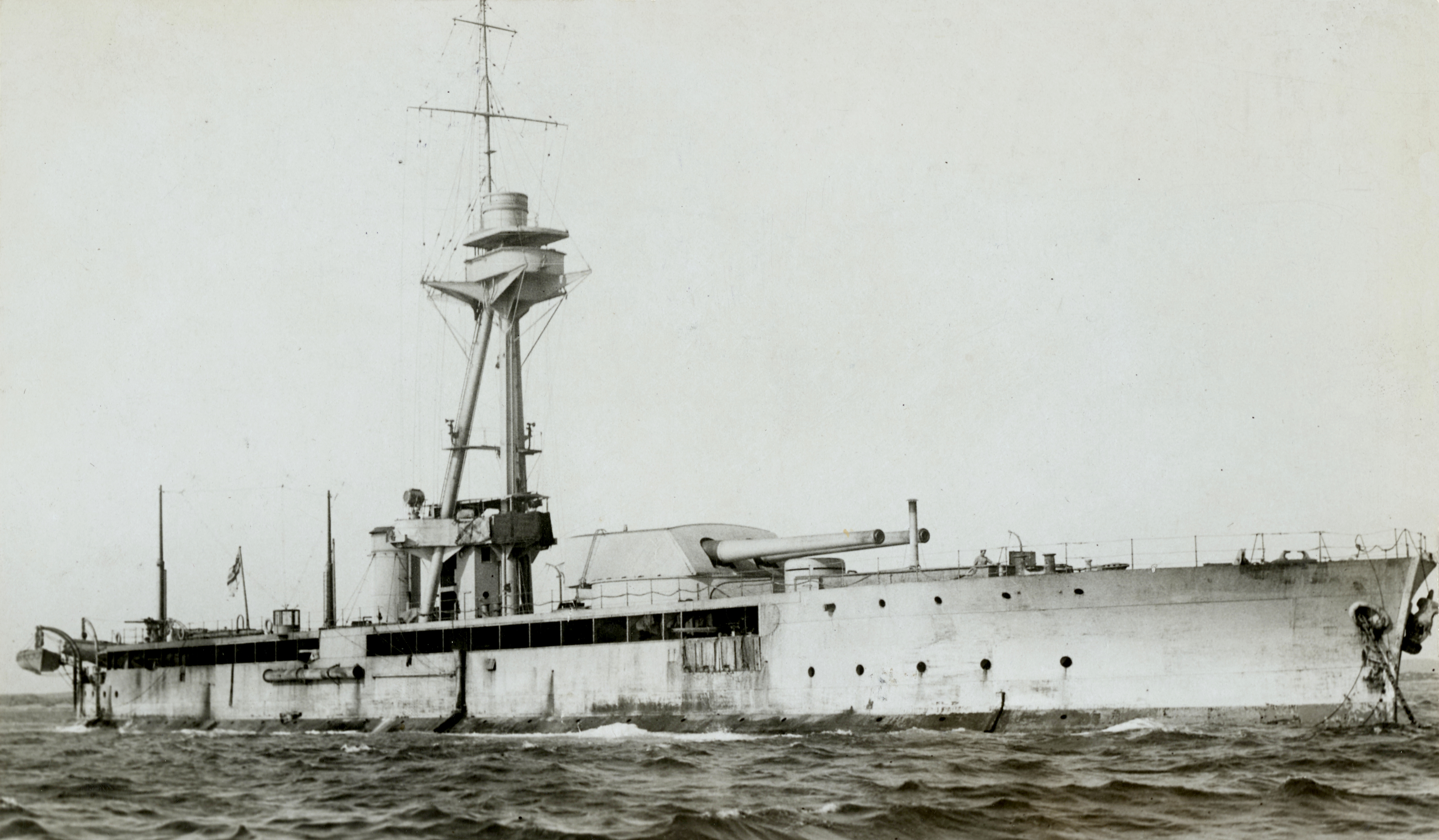
تصویری از کشتی اچ ام اس رابرتس اواخر سال ۱۹۱۴

اچ‌ام‌اس رابرتس (۱۹۱۵) (به انگلیسی: HMS Roberts (1915)) یک کشتی متعلق به نیروی دریایی سلطنتی بریتانیا  بود که در جنگ جهانی اول به کار گرفته شد. این کشتی در سال ۱۹۱۵ ساخته شد.